# Beraba grammica
Beraba grammica är en skalbaggsart som först beskrevs av Monné och Martins 1992.  Beraba grammica ingår i släktet Beraba och familjen långhorningar. Inga underarter finns listade.